# Jerry Saltzer
Jerome Howard "Jerry" Saltzer  est un informaticien américain (né le 9 octobre 1939).

## Biographie
Jerry Saltzer obtient un doctorat en génie électrique au Massachusetts Institute of Technology en 1966.  Sa thèse, intitulée Traffic Control in a Multiplexed System a été supervisée par Fernando Corbató En 1966, il rejoint la faculté du département d'ingénierie électrique et d'informatique du MIT. En septembre 1995, Saltzer prend sa retraite de professeur à temps plein, et il  continue à écrire et à enseigner à temps partiel au MIT.

## Recherche
L'une des premières contributions de Saltzer à l'informatique est au   système de partage de temps compatible du MIT au début des années 1960. À la fin des années 1960 et au début des années 1970, il est l'un des chefs d'équipe du projet de système d'exploitation Multics. Ce projet n'a pas eu un succès commercial en soi, mais a eu un impact majeur sur les systèmes d'exploitation ultérieurs; en particulier, sur Unix développé par Ken Thompson. Les contributions de Saltzer au  projet Multics comprennent la commutation des processus, ainsi que l'architecture de sécurité pour les systèmes d'information partagés.
Saltzer dirige alors le groupe de recherche sur les systèmes informatiques du MIT Computer Science and Artificial Intelligence Laboratory. À la fin des années 1970 et au début des années 1980, ce groupe est l'un des animateurs du développement de la technologie Internet et des réseaux en anneau pour les réseaux locaux. C'est alors que Saltzer a breveté le réseau en anneau Proteon ProNet. Une autre contribution dans ce domaine est le principe de bout en bout dans la conception des systèmes (principes de conception de Saltzer et Schroeder), qui est l'un des principes sous-jacents importants qui régissent le fonctionnement d'Internet.
De 1984 à 1988, Saltzer est directeur technique du projet Athena du MIT. 

### Logiciels
Saltzer a contribué, de près ou de loin, à un certain nombre de logiciels système importants, dont les descendants sont encore utilisés aujourd'hui :
- runoff, un tout premier programme de formatage de texte qui a servi de base à roff et nroff[1]
- typset, un éditeur de texte interactif, développé pour écrire de la documentation[4]
- pcip[5],[6], la première pile TCP/IP pour IBM PC, qui està l'origine  d'une société appelée FTP Software[1]
- kerberos, un protocole d'authentification, faisant partie du projet Athena, encore largement utilisé aujourd'hui.

Directeur technique du projet Athena, Saltzer a participé au développement du système X Window open-source, toujours utilisé et développé sur les systèmes d'exploitation Unix.

## Autres intérêts
Saltzer s'intéresse également beaucoup à l'art paysager du XIXe siècle de l'ouest des États-Unis ; il a préparé le catalogue raisonné des peintures du peintre Frederick Ferdinand Schafer (en),,,.